# Jerry Vale
Jerry Vale, nome d'arte di Gennaro Luigi Vitaliano (New York City, 8 luglio 1932 – Palm Desert, 18 maggio 2014), è stato un cantante statunitense di origini italiane che ha avuto il periodo di maggiore notorietà fra gli anni cinquanta e i sessanta.
È conosciuto per aver inciso personali versioni di molti hit della canzone napoletana e della canzone melodica all'italiana: fra le altre si ricordano Nel blu dipinto di blu (Volare), Il tango della gelosia, Malafemmena, Innamorata (Sweetheart), Amore scusami, oltre ad una particolare e personale versione di Al di là.
In campo cinematografico è stato protagonista di cameo nel ruolo di se stesso nel film gangster del 1990 Quei bravi ragazzi e nel film gangster del 1995 Casinò (entrambi i film sono diretti da Martin Scorsese e hanno come protagonisti Robert De Niro e Joe Pesci). Vale è apparso in una puntata della serie gangster I Soprano nel 2002. Vale muore nel 2014 ma la sua carriera cinematografica continua: infatti viene interpretato da Steven Van Zandt nel film gangster del 2019 The Irishman, diretto da Martin Scorsese e che ha come attori principali nuovamente De Niro e Pesci.

## Biografia
Nato nel quartiere del Bronx, quando frequentava la high school, per guadagnare un po' di denaro iniziò a lavorare come lucidascarpe in una barberia di New York. Accompagnava i gesti meccanici del lustrascarpe cantando e il suo principale decise di mandarlo a lezioni di canto. Mentre frequentava la scuola di canto, Vale iniziò a cantare negli spettacoli scolastici e in piccoli nightclub. Questo gli fu sufficiente però per farlo conoscere ed approdare a locali più rinomati, anche nei sobborghi di New York, come Yonkers.
Quando Paul Insetta (già road manager di Guy Mitchell e a sua volta cantautore) ebbe modo di ascoltarlo lo mise subito sotto contratto cambiandogli il nome in Jerry Vale. Per prima cosa arrangiò per Vale dei demo da portare alla Columbia Records. I provini piacquero e Vale fu scritturato dalla casa discografica Columbia Records, con Insetta che rimase suo manager per molti anni.

### Lecoverdi canzoni italiane
Sebbene avesse interpretato e inciso cover di canzoni napoletane fin dal 1956, fu solo nel 1962 che Vale convinse l'A&R della Columbia, Mitch Miller, di gusto un po' conservatore, a realizzare un intero album di canzoni italiane, I Have But One Heart, che si rivelò un successo sul piano delle vendite discografiche tanto che venne seguito, l'anno successivo, da un analogo long playing - The Language of Love - contenente una versione di Arrivederci Roma. Il disco si piazzò in una posizione di classifica ancora migliore rispetto al precedente.
Fra gli hit in lingua inglese da lui registrati, si segnalano qui Have Yourself a Merry Little Christmas, Silver Bells e The Christmas Song.
Vale visse con la moglie Rita Grable (sposata nel 1960 e da cui ha avuto una figlia ed un figlio)  a Palm Desert, in California, e nel 2000 ha raccontato se stesso in un'autobiografia intitolata A Singer's Life (La vita di un cantante), dato alle stampe da Celebrity Profiles, Long Island, New York.

## Discografia

### Singoli
| Anno | Titolo                                | Classifica | Classifica |
| Anno | Titolo                                | Hot 100    | AC         |
| ---- | ------------------------------------- | ---------- | ---------- |
| 1953 | "You Can Never Give Me Back My Heart" | 29         | -          |
| 1954 | "Two Purple Shadows"                  | 20         | -          |
| 1954 | "I Live Each Day"                     | 29         | -          |
| 1956 | "Innamorata (Sweetheart)"             | 30         | -          |
| 1956 | "You Don't Know Me"                   | 14         | -          |
| 1957 | "Pretend You Don't See Her"           | 45         | -          |
| 1958 | "Go Chase a Moonbeam"                 | 60         | -          |
| 1964 | "Have You Looked into Your Heart"     | 24         | 1          |
| 1965 | "For Mama"                            | 50         | -          |
| 1965 | "Tears Keep On Falling"               | 96         | -          |
| 1965 | "Where Were You When I Needed You"    | 99         | -          |
| 1966 | "Ashamed"                             | -          | 23         |
| 1966 | "Dommage, Dommage (Too Bad, Too Bad)" | 93         | -          |

## Filmografia
- Late Night with David Letterman 8th Anniversary Special form Los Angeles
- Quei bravi ragazzi (1990)
- Growing Pains (1990, tre episodi)
- Who's the Boss? (1990, un episodio)
- Casinò (film) (1995)
- No Tomorrow (1999)
- A Wake in Providence (1999)